# Сяо Шэньян
Сяо Шэньян (кит. 小沈阳). Имя при рождении — Шэнь Хэ (кит. 沈鹤); род. 7 мая 1981) — китайский эстрадный певец, актёр. Другие сценические псевдонимы — Янь Бао (кит. 阳宝), Сяо Суньян (кит. 小损样), Янь Цзы (кит. 阳仔). Национальность — ханец. Рост — 174 см, вес — 60 кг. Сценический псевдоним в переводе на русский - "маленький Шэньян".

## Творческая деятельность
В 1995 году поступил в театральную труппу уезда Телин провинции Ляонин, КНР, в 2000 перешёл в театральную труппу Линюэ (Цзилинь). Выступал в провинциальных театрах — драматических коллективах и дуэтах песни и пляски.
В театральном искусстве — последователь Чжао Бэньшаня. Первоначально выступал в жанре «эр жэнь чжуань», распространенном на Северо-востоке Китая.
С 2007 года принимает участие в большом количестве телевизионных передач и ситкомов.
В основном выступает в жанре эстрадных миниатюр, скетчей в административном центре родной провинции Ляонин — городе Шэньяне.
Получил известность в 2009 году, после выступления на центральном телевидении Китая.
В 2009 и 2010 годах принимал участие в съемках передач, подготовленных в рамках празднования традиционного нового года в Китае («праздник весны») в Шэньяне, Пекине.
Исполнитель популярных песен, которые получили распространение, в том числе через сеть Интернет. Одна из самых известных — исполненная вместе с Тан Чао (кит. 汤潮) песня «Мэйле, Мэйле» (кит. 美了美了).
Снимался в рекламных роликах (автомобили, напитки) 

### Фильмография
- 2011, «Создание партии» (кит. 建党伟业)
- 2010, «Просто зови меня Никто» (кит. 大笑江湖)
- 2009, «Женщина, пушка и лапша» (кит. 三枪拍案惊奇)

## Увлечения
Плавание, пение, компьютерные игры, коллекционирование трансформеров.